# Þórður Sveinsson

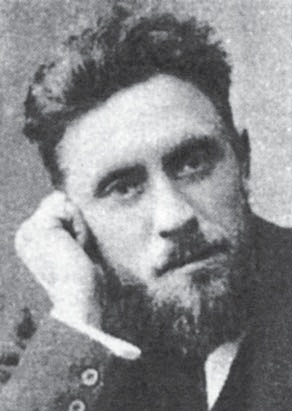
Þórður Sveinsson

Þórður Sveinsson (ur. 20 grudnia 1874 w Geithömrum, zm. 21 listopada 1946 w Reykjavíku) – islandzki lekarz, uważany za pierwszego islandzkiego psychiatrę. Uczył się u Emila Kraepelina w Monachium w 1906 roku. Był zwolennikiem hydroterapii. Interesował się spirytyzmem i był członkiem Islandzkiego Towarzystwa Badań Psychicznych.
Jego synem był pisarz i dramaturg Agnar Thórðarson.